# Año Internacional del Aprendizaje sobre los Derechos Humanos
2009 fue proclamado Año Internacional del Aprendizaje sobre los Derechos Humanos por la Asamblea General de las Naciones Unidas mediante la resolución 62/171, adoptada el 18 de diciembre de 2007.  Su establecimiento coincidió con la conmemoración del 60° aniversario de la Declaración Universal de Derechos Humanos en 2008, considerando que era una ocasión propicia para reforzar la educación en esta materia y promover una cultura global de derechos humanos. Esta iniciativa se basó en el reconocimiento de que la educación sobre derechos humanos es fundamental para garantizar su respeto, protección y promoción en todos los niveles de la sociedad.
La resolución estableció que la celebración comenzaría el 10 de diciembre de 2008, en el aniversario de la Declaración Universal. Sin embargo, en la práctica, la mayor parte de las actividades y conmemoraciones se llevaron a cabo durante el 2009, por lo que se considera que el año conmemorativo abarcó principalmente este periodo.
El objetivo central de esta designación fue intensificar los esfuerzos mundiales para ampliar y profundizar el aprendizaje sobre los derechos humanos. Se promovió el conocimiento de los principios de universalidad, interdependencia e imparcialidad de estos derechos, con la finalidad de convertir la Declaración Universal en una realidad cotidiana para todas las personas.

## Actividades y alcance
Durante este año, se alentó a los Estados miembros a reforzar sus políticas educativas para incorporar el aprendizaje sobre los derechos humanos en los sistemas educativos y otros ámbitos de formación. Se instó a los gobiernos, organizaciones internacionales y la sociedad civil a colaborar en la creación de programas, materiales educativos y campañas de concienciación a nivel local, nacional e internacional.
El Consejo de Derechos Humanos, junto con la Alta Comisionada de las Naciones Unidas para los Derechos Humanos, lideró esfuerzos para desarrollar actividades y estrategias destinadas a promover la educación en derechos humanos. Además, se promovió la cooperación entre Estados, organismos especializados de la ONU y organizaciones no gubernamentales para garantizar la efectividad de las iniciativas.
Para cerrar el año conmemorativo, la Asamblea General decidió celebrar una sesión especial al final de 2009 con el propósito de evaluar las actividades realizadas y los avances logrados en la promoción del aprendizaje sobre los derechos humanos. Además, se presentó un informe detallado sobre la aplicación de la resolución 62/171 y las acciones emprendidas.